# Panzhihua

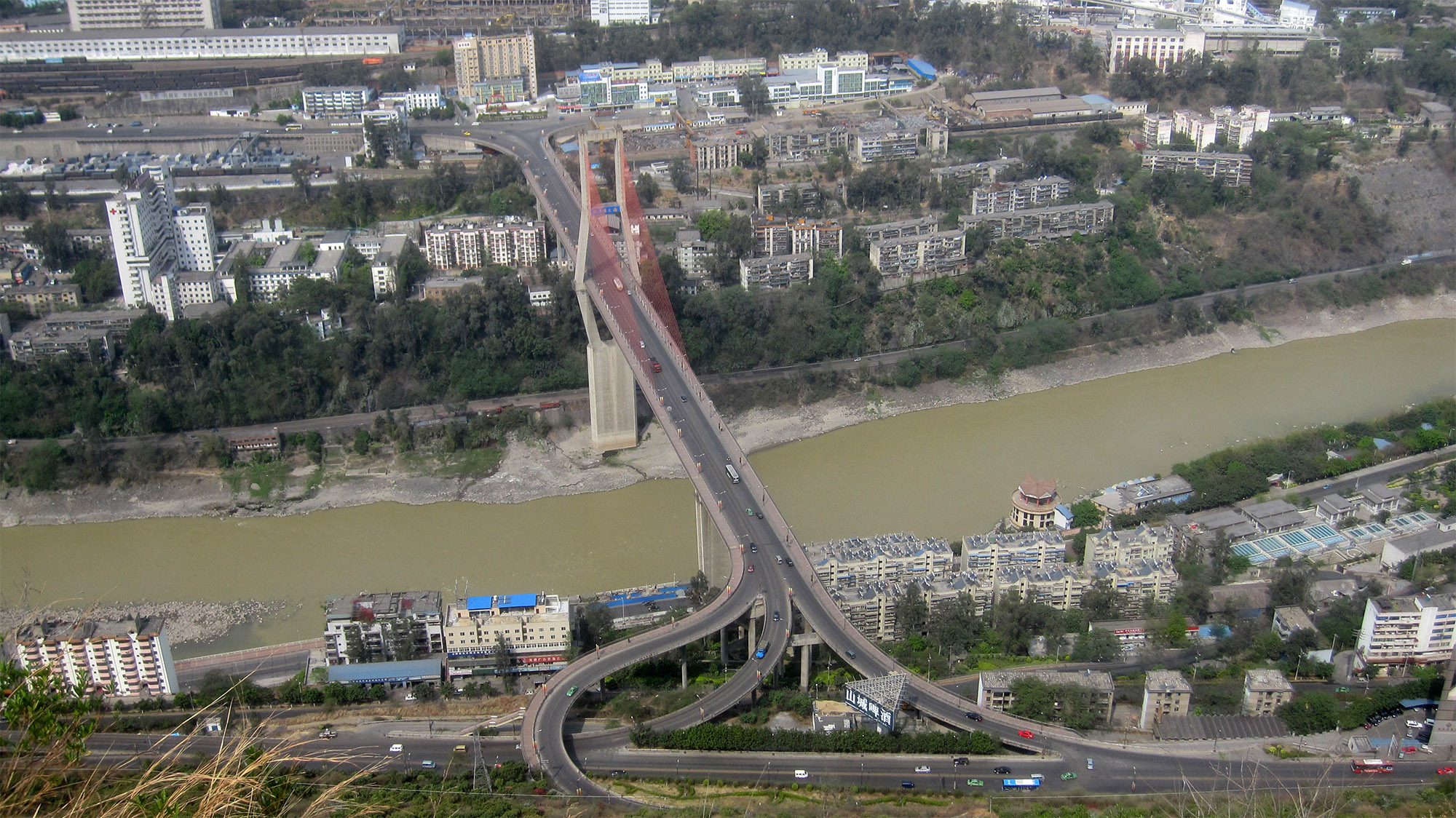
Pont Bingcangang depuis le parc de Panzhihua

Panzhihua (Dukou) (攀枝花 ; pinyin : Pānzhīhuā) est une ville de la province du Sichuan en Chine. Sa population est de 502 500 habitants. Elle a été fondée en 1966 sur un méandre du Yangzi Jiang. Tandis que le reste du pays sortait de l'agitation de la révolution culturelle, une ville moderne a été construite par de nouveaux colons attirés par ce site riche en minerais et par les emplois proposés par la compagnie minière (actuellement PanxiGroup). Aujourd'hui, une communauté multi-ethnique travaille dans les mines à ciel ouvert parmi les plus sûres du pays.

## Histoire
En 1922, Bai Zhaoxiong, un Tusi (chef tribal) de la région, y fait construire sa demeure.

## Économie
En 2006, le PIB total a été de 29,0 milliards de yuans, et le PIB par habitant de 25 539 yuans.

## Géographie
Le fleuve Yangzi traverse le territoire, où le fleuve Yalong, qui prend sa source dans la province du Qinghai, le rejoint.

### Subdivisions administratives
La ville-préfecture de Panzhihua exerce sa juridiction sur cinq subdivisions - trois districts et deux xian :
- le district est - 东区 Dōng Qū ;
- le district ouest - 西区 Xī Qū ;
- le district de Renhe - 仁和区 Rénhé Qū ;
- le xian de Miyi - 米易县 Mǐyì Xiàn ;
- le xian de Yanbian - 盐边县 Yánbiān Xiàn.

## Transports
La ville est desservie par l'aéroport de Panzhihua Bao'anying.